# Vitkragad inka
Vitkragad inka (Coeligena torquata) är en fågel i familjen kolibrier.

## Utbredning och systematik
Vitkragad inka delas in i fem underarter, fördelade på två grupper:
- torquata-gruppen
  - C. t. torquata – förekommer i Anderna i Colombia och nordvästra Venezuela (Táchira) och norra Peru
  - C. t. fulgidigula – förekommer i Anderna i västra Ecuador
  - C. t. margaretae – förekommer i Anderna i norra Peru (Chachapoyas)
  - C. t. insectivora – förekommer i Anderna i centrala Peru
- C. t. eisenmanni – förekommer i södra Peru (Cordillera Vilcabamba)

Sedan 2014 urskiljer Birdlife International och naturvårdsunionen IUCN eisenmanni som den egna arten "vilcabambainka". Tidigare inkluderades även gröninka (C. conradii) och rostkragad inka (C. inca) i arten, men urskildes 2014 som egna arter av BirdLife International, 2022 av tongivande eBird/Clements och 2023 av International Ornithological Congress.

## Status
IUCN bedömer hotstatusen för eisenmanni och övriga underarter var för sig, båda grupper som livskraftiga.

## Bilder

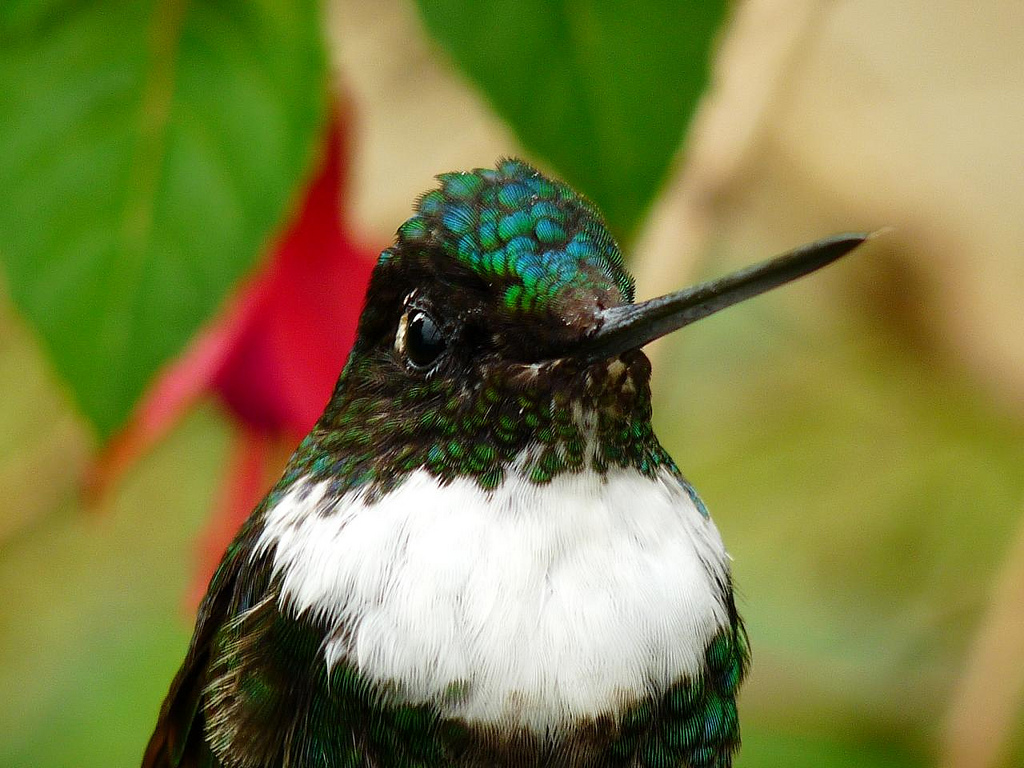
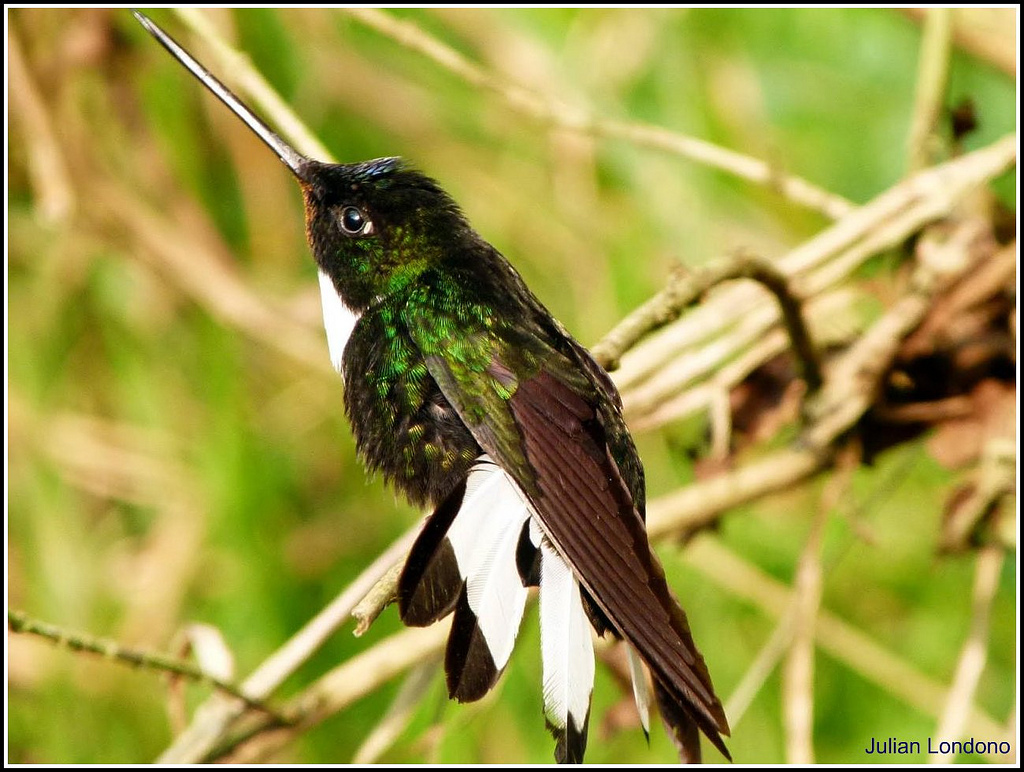
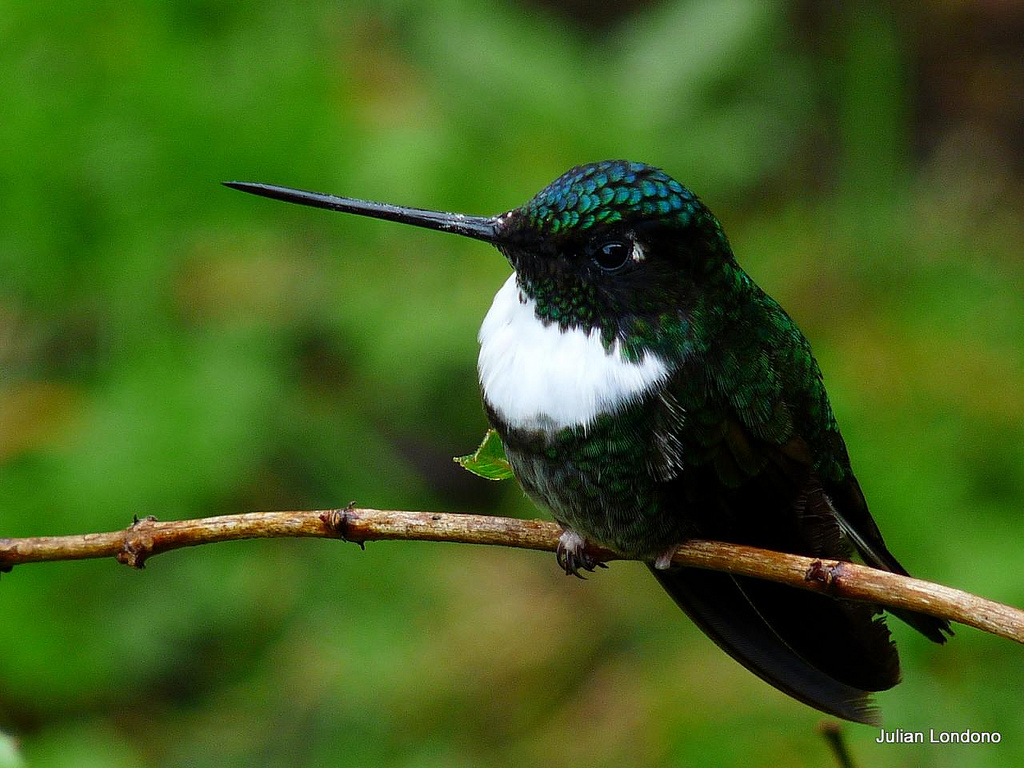
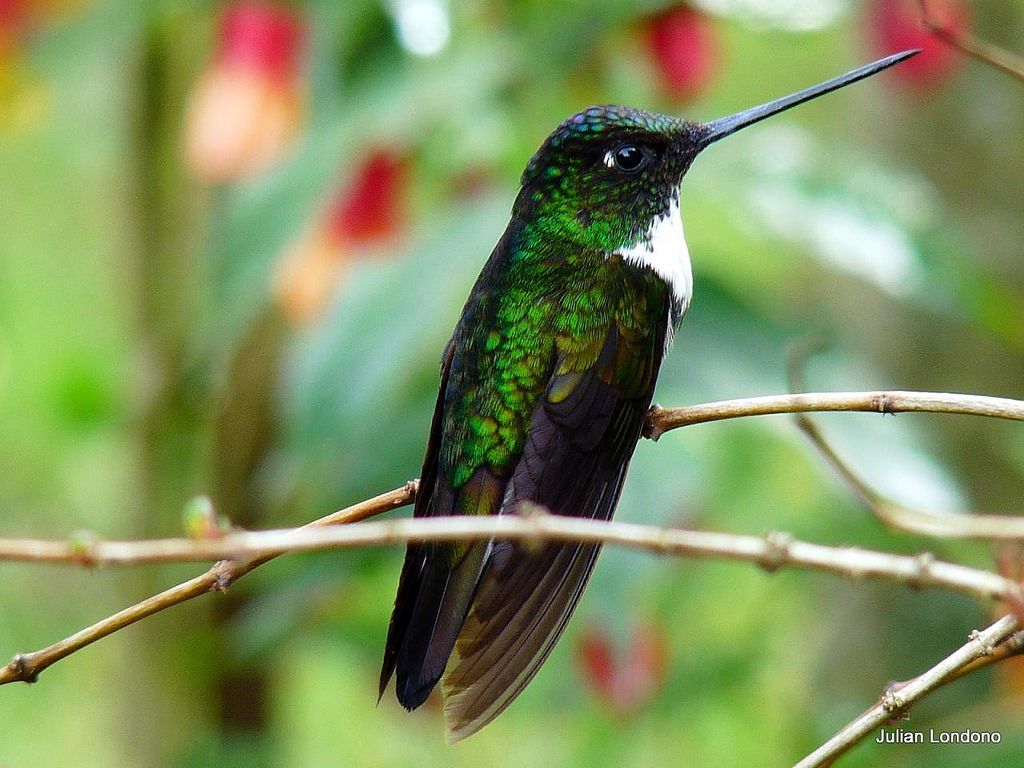
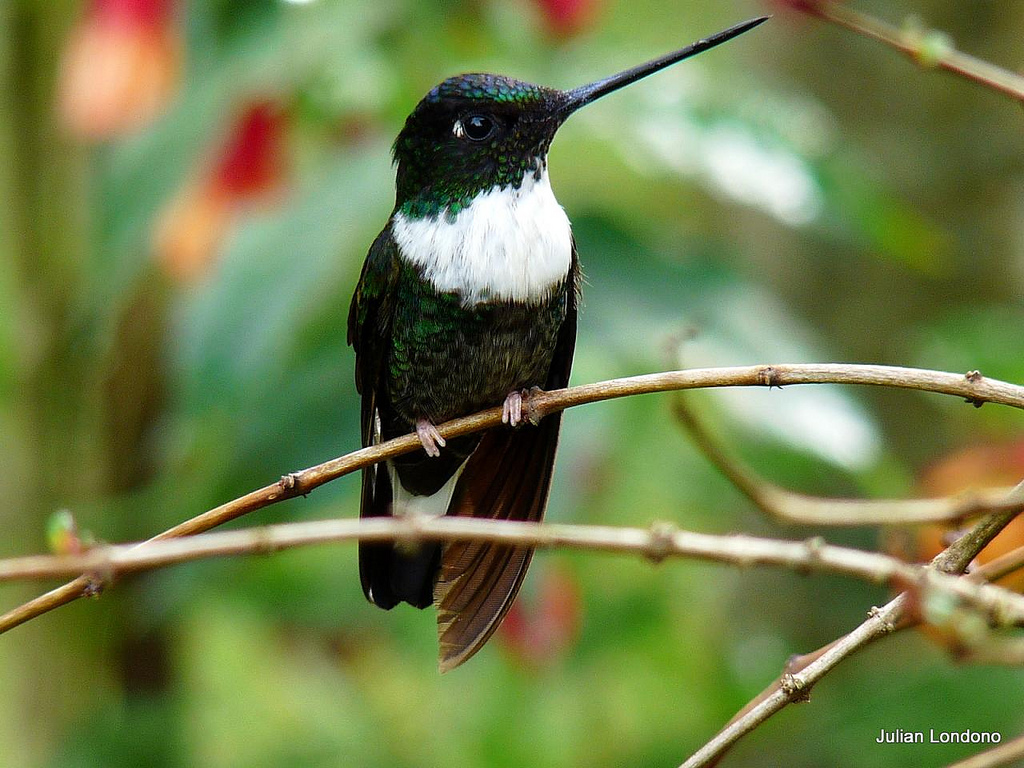